# Pierre-Antoine de Châteauneuf
Pour les autres membres de la famille, voir Famille de Castagnery.

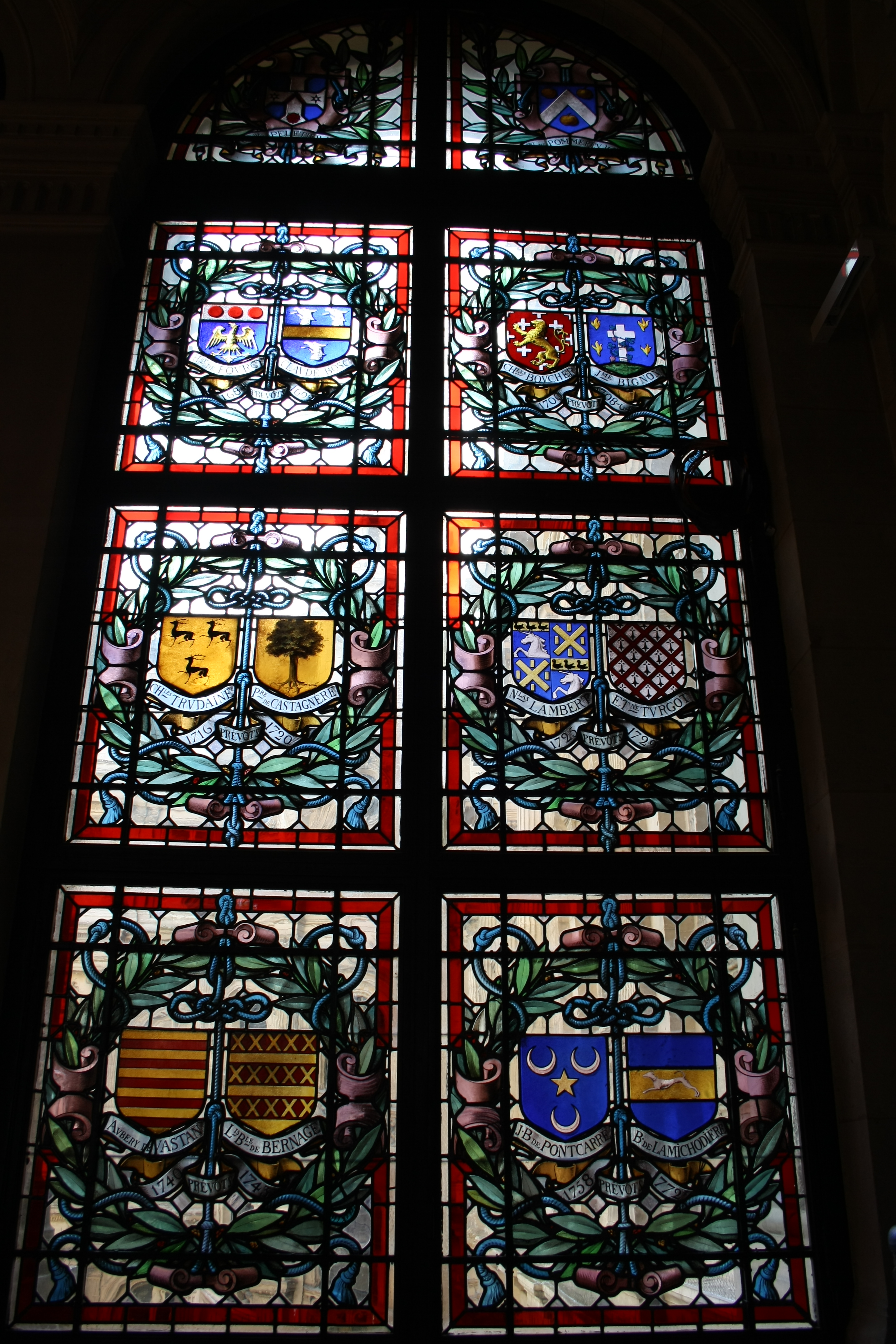
Armoiries de Pierre-Antoine de Châteauneuf

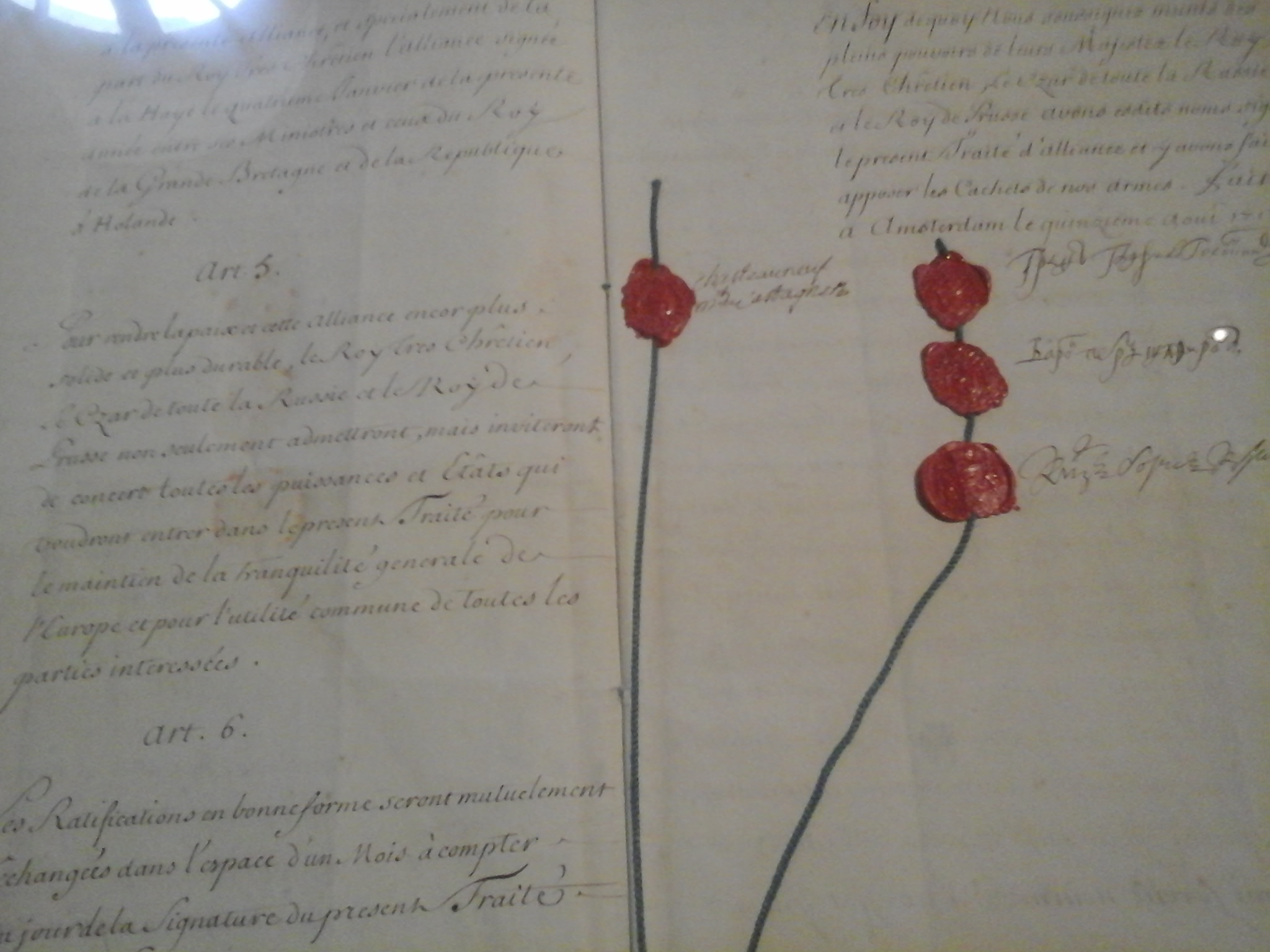
Traité d'Amsterdam (1717), la signature du marquis se trouve à gauche du document.

Pierre-Antoine de Castagnery, marquis de Châteauneuf, né à Chambéry en 1644[réf. nécessaire] et mort en 1728, seigneur de Marolles-en-Hurepoix est un homme politique et diplomate savoyard au service de la France.
Il est notamment ambassadeur du roi, puis prévôt des marchands de Paris.

## Biographie

### Origines
Pierre-Antoine est le fils de Noble Jacques Louis (aussi Jean-Louis) de Castagnery, connu sous le nom de baron de Châteauneuf, et de Françoise Marie de Regard,. Les Castagnery (Castagneri ou encore Castagnère) sont une famille d'industriel en Savoie qui a fait fortune dans l'exploitation de mines de fer,.
Son frère, Noble Jean-Baptiste († v. 1693), hérite de la seigneurie de Châteauneuf de son père,. Son second frère, François, dit l'abbé de Châteauneuf, entre en religion, il sera également diplomate et littérateur, parrain de Voltaire et intime de Ninon de Lenclos,.

### Carrière
Le 29 décembre 1674 son père lui achète une charge de conseiller clerc au parlement de Paris pour 73 000 livres qu'il échange le 29 juillet 1680 moyennant 29 000 livres contre une charge de conseiller lay,.
Il est ambassadeur auprès de la  Sublime Porte en 1689, au Royaume du Portugal en 1703 et aux Provinces-Unies en 1713, où il signe le 15 août 1717 le traité d'Amsterdam, traité d'alliance et de garantie réciproque entre la France, la Russie et la Prusse.
Il est  conseiller d’État en 1719 et préside la chambre de justice qui juge la conspiration de Pontcallec.
Il est ensuite élu prévôt des marchands de Paris de 1720 à 1725. Son élection à la Prévôté des marchands de Paris pose quelques problèmes, étant donné qu’il était né en Savoie, à Chambéry, et que les membres du Bureau de la Ville devaient être Parisiens ; mais le roi, par lettre de cachet, ordonne de passer outre. En raison de son grand âge, Châteauneuf ne fait que la première année de sa troisième prévôté.[réf. nécessaire]
Il épouse Marie Françoise de Moucy de la Courraine le 25 août 1680 : d'où 2 filles Françoise marié à Charles Auguste de Mollettes et Eléonore marié à Jean-Baptiste Astours marquis de Murs

## Blason
écartelé au 1 : d'azur, au globe d'or croisé de même et cintré de gueules, au 2 : d'azur au lion d'or, à la fasce brochante de gueules chargée de 3 roses d'argent, au 3 : de gueules à 3 chevrons d'or, au 4 : palé d'argent et d'azur, au chevron de gueules brochant sur le tout. Sur le tout : d'or, au châtaignier arraché de sinople.